# Tama Art University Library

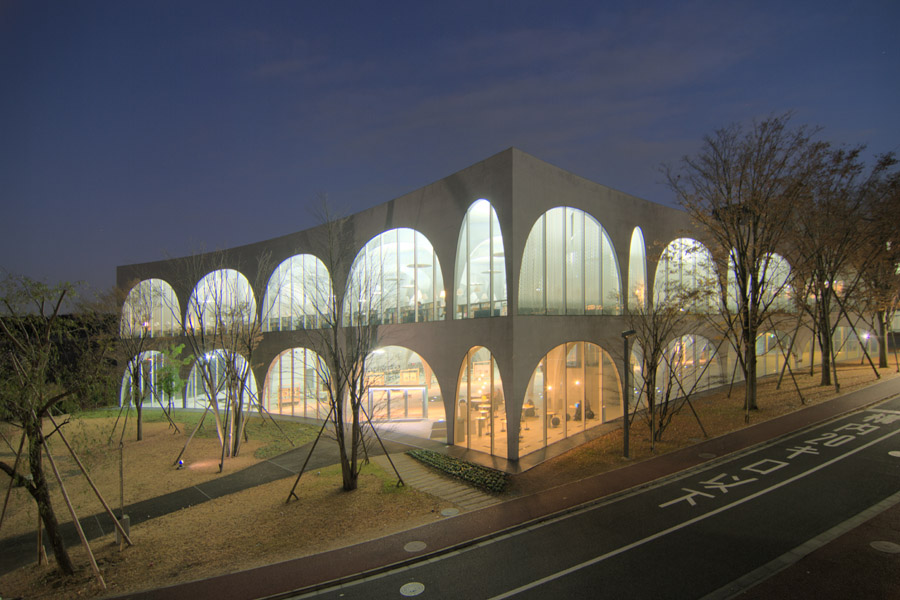
Tama Art University Library

Tama Art University Library è la biblioteca realizzata da Toyo Ito per l'Università delle Belle Arti ad Hachioji, nei sobborghi di Tokyo. L'opera, completata nel 2007, ha previsto l'utilizzo di due materiali quali l'acciaio e il calcestruzzo combinati assieme per costituire una struttura mista che costituisce essa stessa l'architettura, definendo gli spazi e i percorsi.

## Descrizione
Si tratta di una sequenza continua di archi sottili con campate variabili tra 1.8 e 16 metri che seguono dei tracciati curvilinei e che incrociandosi tra loro generano in pianta una griglia a maglie irregolari, di forma sia quadrata che triangolare, che articola lo spazio separando in modo naturale le differenti funzioni. La fluidità spaziale data dall'intersezioni degli archi è accentuata dagli arredi che lo stesso Ito ha disegnato insieme al designer giapponese Fujie Kazuko con lo scopo di accentuare la sinuosità dei movimenti che si effettuano percorrendo i diversi ambienti della biblioteca. Questi archi, di soli 20 mm di spessore, sono realizzati con delle lastre in acciaio di 12 mm di spessore rinforzate con flange di 65 mm, sagomate fuori opera in tre parti e poi collegate in sito tramite piatti bullonati; l'acciaio è poi rivestito con il calcestruzzo armato con reti elettrosaldate e colato all'interno di casseforme, il quale ha la duplice funzione di prevenire fenomeni di instabilità e di proteggere la struttura in caso di incendio. Tutta la struttura è stata pensata e sviluppata insieme all'ingegner Mutsuro Sasaki, con il quale Toyo Ito già aveva collaborato in diverse occasioni per la realizzazione di altre opere. In questa opera sebbene la resistenza del calcestruzzo collabori solo marginalmente con la resistenza dell'acciaio, l'effetto finale è simile a quello che si sarebbe ottenuto impiegando in modo tradizionale il calcestruzzo armato. L'utilizzo di una struttura mista così fatta deriva dal voler utilizzare questi materiali in maniera più efficiente dal punto di vista strutturale e meccaniche senza perdere la cifra stilistica propria del calcestruzzo faccia a vista molto in voga tra gli architetti giapponesi. L'utilizzo del calcestruzzo gli ha permesso inoltre di trasformare concettualmente la biblioteca in una caverna dove le colonne appaiono come stalattiti che sembrano non appartenere ad alcun modello geometrico. D'altronde, la proposta iniziale del progetto, dopo abbandonata, era quella di realizzare la biblioteca interrata, nascosta nel suolo, come una vera caverna.
La biblioteca è costituita da due piani principali fuori terra di circa 2400 m² e da un piano seminterrato per un totale di 5500 m². Essa è posta tra l'ingresso principale e il centro del campus, in un sito caratterizzato da una lieve pendenza e ampia visibilità, entrambe peculiarità sfruttate all'interno del progetto; infatti, sfruttando proprio questa pendenza, si è applicata un'inclinazione di circa due gradi a tre terzi della soletta del piano terra, considerando che, come spiega Toyo Ito, le persone non provano quasi alcun disagio salendo una collina se la pendenza è inferiore a quattro gradi. Anche il tetto superiore della biblioteca è inclinato con la stessa pendenza ma in contrasto con la pendenza discendente del terreno. Pertanto, l'unico elemento orizzontale risulta essere il solaio del primo piano. Questa semplice idea di inclinare il pavimento ha portato ad un arricchimento delle viste e prospettive all'interno e verso l'esterno.
Il piano terra è utilizzato come una grande area di aggregazione e di incontro, un'ampia galleria aperta sui lati che funge da passaggio nevralgico per chiunque, anche senza essere diretto in biblioteca, volesse attraversare il campus. Qui si trovano una caffetteria ed un piccolo teatro temporaneo che può essere utilizzato all'occorrenza per piccole conferenze. Il piano superiore, collegato da una scala con impronta vagamente ellittica anch'essa in calcestruzzo, ospita gli spazi per la consultazione dei libri e per lo studio. Gli archi sono mostrati anche sui prospetti attraverso serramenti che riempiono l'intera campata e che permettono una maggiore relazione con l'ambiente esterno. I prospetti sud ed est seguono in pianta una linea retta, mentre quelli a nord e ad ovest riprendono i percorsi curvilinei dell'interno.
L'utilizzo del calcestruzzo non si limita solo agli aspetti architettonici ma viene utilizzato anche per la realizzazione di complementi di arredo all'interno. Le zone comuni ospitano, infatti, grandi sedute, divani, tavoli a nastro e i piatti circolari dei punti luce completamente realizzati in calcestruzzo.
I macchinari impiantistici sono posizionati nel piano seminterrato, nella zona non accessibile all'utenza. L'edificio è connesso al terreno tramite degli isolatori sismici.